# Starportrait (Freddy-Quinn-Album, 1970)
Starportrait ist das achte Kompilationsalbum des österreichischen Schlagersängers Freddy Quinn, das 1970 als Boxset im Musiklabel Polydor (Nummern 00/2638 005, Österreich und 251 013/014, Deutschland) sowie als einzelne Schallplatte (Nummer 251 014) erschien. Als Plattenfirma war die Deutsche Grammophon tätig, der Acetatlackschnitt wurde von der Deutschen Grammophon Gesellschaft Pressing Plant und die Pressung durch die Phonodisc GesmbH übernommen.

## Schallplattenhülle
Auf der Schallplattenhülle ist Freddy Quinn in Nahaufnahme zu sehen.

## Musik
Lieder dieses Kompilationsalbums wurden von Freddy Quinn in folgenden Studioalben veröffentlicht (16 der 24 Lieder waren auch als Single veröffentlicht worden):
- Freddy (1958)
  - Heimatlos
  - Heimweh
- Auf hoher See (1961)
  - Wo die Nordseewellen…
  - Rolling Home
  - La Paloma
  - Die Gitarre und das Meer
- Heimweh nach St. Pauli (1962)
  - Junge, komm bald wieder
  - Das gibt’s nur auf der Reeperbahn
- Freddy auf großer Fahrt (1963)
  - Rolling Home
  - La Paloma
- In South Africa / Suid-Afrika (1963)
  - By the Way
  - La Paloma
- Freddy El Millonario (1964)
  - Unter fremden Sternen
- Die Stimme der Heimat (1965)
  - Im schönsten Wiesengrunde
- Von Kontinent zu Kontinent (1965)
  - Cu-Cu-Ru-Cu-Cu Paloma
- Das Lied der Heimat (1967)
  - Im schönsten Wiesengrunde
- Das große Wunschkonzert (1967)
  - Wolgalied
  - Oh, mien Papa
  - Heimat, deine Sterne
- Freddy – Wunschkonzert (1967)
  - La Paloma
  - Heimat, deine Sterne
  - Wolgalied
  - Oh, mien Papa
  - So ein Tag, so wunderschön wie heute
- Mexico Olé (1968)
  - Cu-Cu-Ru-Cu-Cu Paloma
- Heimweh (1968)
  - Heimweh
  - Unter fremden Sternen

## Titellisten
Das Album beinhaltet folgende 24 Titel:
- Seite 1

1. Heimweh (geschrieben von Dieter Rasch, Ernst Bader, Frank Miller, Richard Dehr und Terry Gilkyson)
2. Rolling Home (Volkslied, adaptiert von Franz Josef Breuer)
3. Oh, Mein Papa (geschrieben von Paul Burkhard)
4. By The Way (geschrieben von Chip Taylor und Wes Farrell)
5. Golden Boy (geschrieben von Freddy Quinn und Victor Bach)
6. Wolgalied (geschrieben von Béla Jenbach, Franz Lehár und Heinz Reichert)

- Seite 2

1. Spanish Eyes (geschrieben von Bert Kaempfert, Charles Singleton und Eddie Snyder)
2. Morgen beginnt die Welt (geschrieben von Bert Kaempfert, Ernst Bader und Victor Bach)
3. Alo-Ahe (geschrieben von Lotar Olias und Günter Loose)
4. Im schönsten Wiesengrunde (Volkslied, adaptiert von Walter Heyer)
5. Die Gitarre und das Meer (geschrieben von Aldo von Pinelli und Lotar Olias)
6. So ein Tag, so wunderschön wie heute (geschrieben von Lotar Olias und Walter Rothenburg)

- Seite 3

1. Heimat deine Sterne (geschrieben von Erich Knauf und Werner Bochmann)
2. La Paloma (geschrieben von Sebastián de Yradier, Text von Heinrich Rupp, adaptierter Text von Ludwig Andersen, adaptiert von Franz Josef Breuer)
3. Wo die Nordseewellen… (geschrieben von Friedrich Fischer-Friesenhausen und Simon Krannig)
4. Melodie du soir (Melodie der Nacht) (geschrieben von Jean Eigel und Lotar Olias)
5. Heimatlos (geschrieben von Lotar Olias und Peter Moesser)
6. Das gibt’s nur auf der Reeperbahn… (geschrieben von Karl Vibach und Lotar Olias)

- Seite 4

1. Hundert Mann und ein Befehl (geschrieben von Barry Sadler, Ernst Bader und Robin Moore)
2. Deine Welt – Meine Welt (geschrieben von Freddy Quinn, Joachim Relin und Victor Bach)
3. Cu-Cu-Ru-Cu-Cu Paloma (geschrieben von Tomás Méndez)
4. Unter fremden Sternen (geschrieben von Aldo von Pinelli und Lotar Olias)
5. Zirkusluft (geschrieben von Fritz Graßhoff, Lotar Olias)
6. Junge, komm bald wieder (geschrieben von Lotar Olias und Walter Rothenburg)

In der Version als einzelne Schallplatte beinhaltet das Album folgende zwölf Titel:
- Seite 1

1. Heimat deine Sterne (geschrieben von Erich Knauf und Werner Bochmann)
2. La Paloma (geschrieben von Sebastián de Yradier, Text von Heinrich Rupp, adaptierter Text von Ludwig Andersen, adaptiert von Franz Josef Breuer)
3. Wo die Nordseewellen… (geschrieben von Friedrich Fischer-Friesenhausen und Simon Krannig)
4. Melodie du soir (Melodie der Nacht) (geschrieben von Jean Eigel und Lotar Olias)
5. Heimatlos (geschrieben von Lotar Olias und Peter Moesser)
6. Das gibt’s nur auf der Reeperbahn… (geschrieben von Karl Vibach und Lotar Olias)

- Seite 2

1. Hundert Mann und ein Befehl (geschrieben von Barry Sadler, Ernst Bader und Robin Moore)
2. Deine Welt – Meine Welt (geschrieben von Freddy Quinn, Joachim Relin und Victor Bach)
3. Cu-Cu-Ru-Cu-Cu Paloma (geschrieben von Tomás Méndez)
4. Unter fremden Sternen (geschrieben von Aldo von Pinelli und Lotar Olias)
5. Zirkusluft (geschrieben von Fritz Graßhoff, Lotar Olias)
6. Junge, komm bald wieder (geschrieben von Lotar Olias und Walter Rothenburg)